# 开罗热尼扎
开罗热尼扎是在埃及开罗福斯塔特以斯拉猶太會堂的热尼扎或贮藏室发现的40万件犹太教文献和法蒂玛王朝行政文书，这些文书涵盖了公元前870年至19世纪犹太人在中东和北非的历史以及当时世界上最为丰富的中世纪文献收藏，文献以多种语言主要是希伯来语、阿拉伯语和阿拉姆语写成，材质包括纸、莎草纸和布。内容包括希伯来圣经和新约圣经，除此之外包括了北非及东地中海地区经济文化的详细信息，现保存于剑桥大学、曼彻斯特大学和圣彼得堡。
开罗热尼扎记载了，塞尔柱人对巴勒斯坦地区的侵略和占领（1073年至1098年）是一场“屠杀与破坏，经济凋敝，民不聊生”。
1952年，史学家谢洛莫·多夫·戈伊泰恩从中发现了中世纪重要史料《阿斯卡隆卡拉派长老的信》。